# Trilirata
Trilirata is een geslacht van weekdieren uit de klasse van de Gastropoda (slakken).

## Soorten
- Trilirata herosae Warén & Hain, 1996
- Trilirata macmurdensis (Hedley, 1911)
- Trilirata sexcarinata Warén & Hain, 1996
- Trilirata triregis Warén & Hain, 1996